# 切尔沃内 (舍夫琴基夫卡村拉达)
50°0′54″N 30°20′59″E / 50.01500°N 30.34972°E
切爾沃內（烏克蘭語：Червоне）是烏克蘭北部基辅州奧布希夫區瓦西里基夫市鎮的村莊（此前隶属于舍夫琴基夫卡村拉达）。該村面積1.21平方公里，海拔高度190米，2001年人口161，人口密度每平方公里132.7人。